# Clinical and Translational Gastroenterology
Clinical and Translational Gastroenterology  es una revista médica mensual de acceso abierto revisada por pares que cubre la gastroenterología . Fue establecida en 2010 y la publica Springer Nature en nombre del Colegio Americano de Gastroenterología , del cual es la revista oficial en línea. También es la revista hermana del American Journal of Gastroenterology. Según Journal Citation Reports , la revista tiene un factor de impacto en 2020 de 4.488. En  2018, ocupó el puesto 20 de 84 en la categoría de Gastroenterología y Hepatología lo que la convirtió en la revista de acceso abierto de mayor impacto en esta categoría.
Según Academic-Accelerator la revista tiene un factor de impacto de 3.458 para el período 2021-2022.

## Métricas de revista
2023
- Web of Science Group : 4.488
- Índice h de Google Scholar: 44
- Scopus: 3.898